# Liste der Premierminister von Estland
Dies ist eine Liste der Premierminister der Republik Estland seit der Wiedererlangung der Unabhängigkeit 1991.
Die Staats- und Regierungschefs für die Zeit davor sind in der Liste der Staatsoberhäupter Estlands zu finden.
| Premierminister der Republik Estland | Premierminister der Republik Estland | Premierminister der Republik Estland | Premierminister der Republik Estland | Premierminister der Republik Estland | Premierminister der Republik Estland | Premierminister der Republik Estland |
| #                                    | Bild                                 | Name (Lebensdaten)                   | Amtsantritt                          | Amtsaustritt                         | Partei                               | Partei                               |
| ------------------------------------ | ------------------------------------ | ------------------------------------ | ------------------------------------ | ------------------------------------ | ------------------------------------ | ------------------------------------ |
| 1                                    | Edgar Savisaar                       | Edgar Savisaar (1950–2022)           | 20. August 1991                      | 29. Januar 1992                      |                                      | ERR                                  |
| 2                                    |                                      | Tiit Vähi (* 1947)                   | 29. Januar 1992                      | 21. Oktober 1992                     |                                      | Parteilos                            |
| 3                                    | Mart Laar                            | Mart Laar (* 1960)                   | 21. Oktober 1992                     | 8. November 1994                     |                                      | IL                                   |
| 4                                    | Andres Tarand                        | Andres Tarand (* 1940)               | 8. November 1994                     | 17. April 1995                       |                                      | EMK                                  |
| (2)                                  |                                      | Tiit Vähi (* 1947)                   | 17. April 1995                       | 17. März 1997                        |                                      | KE                                   |
| 5                                    | Mart Siimann                         | Mart Siimann (* 1946)                | 17. März 1997                        | 25. März 1999                        |                                      | KE                                   |
| (3)                                  | Mart Laar                            | Mart Laar (* 1960)                   | 25. März 1999                        | 28. Januar 2002                      |                                      | IL                                   |
| 6                                    | Siim Kallas                          | Siim Kallas (* 1948)                 | 28. Januar 2002                      | 10. April 2003                       |                                      | RE                                   |
| 7                                    | Juhan Parts                          | Juhan Parts (* 1966)                 | 10. April 2003                       | 13. April 2005                       |                                      | RP                                   |
| 8                                    | Andrus Ansip                         | Andrus Ansip (* 1956)                | 13. April 2005                       | 26. März 2014                        |                                      | RE                                   |
| 9                                    |                                      | Taavi Rõivas (* 1979)                | 26. März 2014                        | 23. November 2016                    |                                      | RE                                   |
| 10                                   | Jüri Ratas                           | Jüri Ratas (* 1978)                  | 23. November 2016                    | 26. Januar 2021                      |                                      | K                                    |
| 11                                   | Kaja Kallas                          | Kaja Kallas (* 1977)                 | 26. Januar 2021                      | 23. Juli 2024                        |                                      | RE                                   |
| 12                                   | Kaja Kallas                          | Kristen Michal (* 1975)              | 23. Juli 2024                        | amtierend                            |                                      | RE                                   |